# Bentveld
Bentveld is een klein dorp in de gemeente Zandvoort, in de Nederlandse provincie Noord-Holland. Het dorp telt 1.040 inwoners (2023).
Het dorp is ontstaan aan de Zandvoorterweg.
De naam Bentveld stamt oorspronkelijk van "buntveld", dit is ontleend aan het buntgras dat daar veel groeide. De bebouwing bestaat vooral uit fraaie vrijstaande huizen en villa's zoals ook in het aangrenzende Aerdenhout te vinden zijn.
De Vereniging Arbeidersgemeenschap der Woodbrookers hadden een conferentiecentrum in de duinen van het dorp. Tegen de Amsterdamse Waterleidingduinen ligt het Naaldenveld. Aan de rand van dit gebied heeft Scouting Nederland een van haar labelterreinen.

## Groot Bentveld
Bentveld is ontstaan uit het landgoed Groot Bentveld. Deze hofstede is meer dan 1000 jaar oud. De huidige bebouwing is vanaf 1625 gebouwd. Het landgoed bestaat uit een hoofdgebouw en enkele bijgebouwen met erf en verdere grond, die deels met bos is bezet. Hoewel het landgoed op de Monumentenlijst staat, dreigt begin jaren 70 de instorting door langdurige verwaarlozing en achterstallig onderhoud. Er wordt dan aan de alarmbel getrokken door de Stichting tot Behoud en Instandhouding van Groot Bentveld. Voorzitter is de heer L.W. Bierens de Haan te Aerdenhout. Er wordt een boekje uitgegeven met de titel "Wie redt het duizendjarige Groot Bentveld?".

## Geboren
- Berend Peter (1945), beeldhouwer, kunstenaar, houtbewerker, docent (overleden 2022)

## Overleden
- Jan Sipkema (1933-2008), sportbestuurder en oud-voorzitter van de Vereniging De Friesche Elf Steden (1985-1994)